# Parc national des colonnes de Krasnoïarsk
Le parc national des colonnes de Krasnoïarsk est un parc national russe du Kraï de Krasnoïarsk situé sur les éperons nord-ouest des montagnes Saïan orientales, en bordure du plateau de Sibérie centrale, à 10 km au sud de la ville de Krasnoïarsk.

## Historique
Depuis plus de 150 ans, les habitants de Krasnoïarsk visitent les colonnes (ou piliers) pour des activités de plein air et des sports. L'attraction principale du parc national sont les rochers. Non seulement les massifs rocheux ont leur nom, mais aussi quelques gros rochers emblématiques. 
Il s'agissait auparavant de la réserve naturelle de Stolby, fondée en 1925 à l'initiative des habitants de la ville de Krasnoïarsk pour préserver les complexes naturels autour des falaises pittoresques - colonnes de syénite. 
Se trouvant sur la liste indicative du patrimoine mondial de l'UNESCO, la réserve est membre de l'Association des réserves naturelles et des parcs nationaux de l'écorégion de l'Altaï-Sayan  . 
Par décret du gouvernement de la fédération de Russie du 28 novembre 2019, la réserve naturelle de Stolby a été transformée en parc national des colonnes de Krasnoïarsk.

## Faune et flore
La flore du parc comprend environ 740 plantes vasculaires et 260 espèces de mousses. La taïga, avec une prédominance des sapins, est typique des montagnes Sayan orientales. 
Sur le territoire des « Colonnes », 290 espèces de vertébrés ont été identifiées. La faune a un aspect prononcé de taïga (tamia, écureuil, campagnol des forêts, zibeline, cerf porte-musc, gélinotte des bois , etc.) et comprend aussi des espèces des steppes (chevreuils de Sibérie, putois des steppes, écureuils terrestres à longue queue, etc.)

## Territoire
Le territoire du parc national des Colonnes de Krasnoïarsk est divisé en trois zones:
1. Récréatif - jouxte la ville de Krasnoïarsk et est ouvert aux visites gratuites, occupe environ 5 % de la superficie du parc national ;
2. Protection spéciale (environ 6 % de la superficie) - un territoire d'accès limité, dont la visite n'est possible qu'avec l'autorisation spéciale de l'administration du parc national ;
3. La zone de conservation complète occupe la zone principale du territoire (89 %) et seuls les employés du parc national effectuant des travaux de protection de l'environnement et de recherche peuvent y circuler.

## Galerie

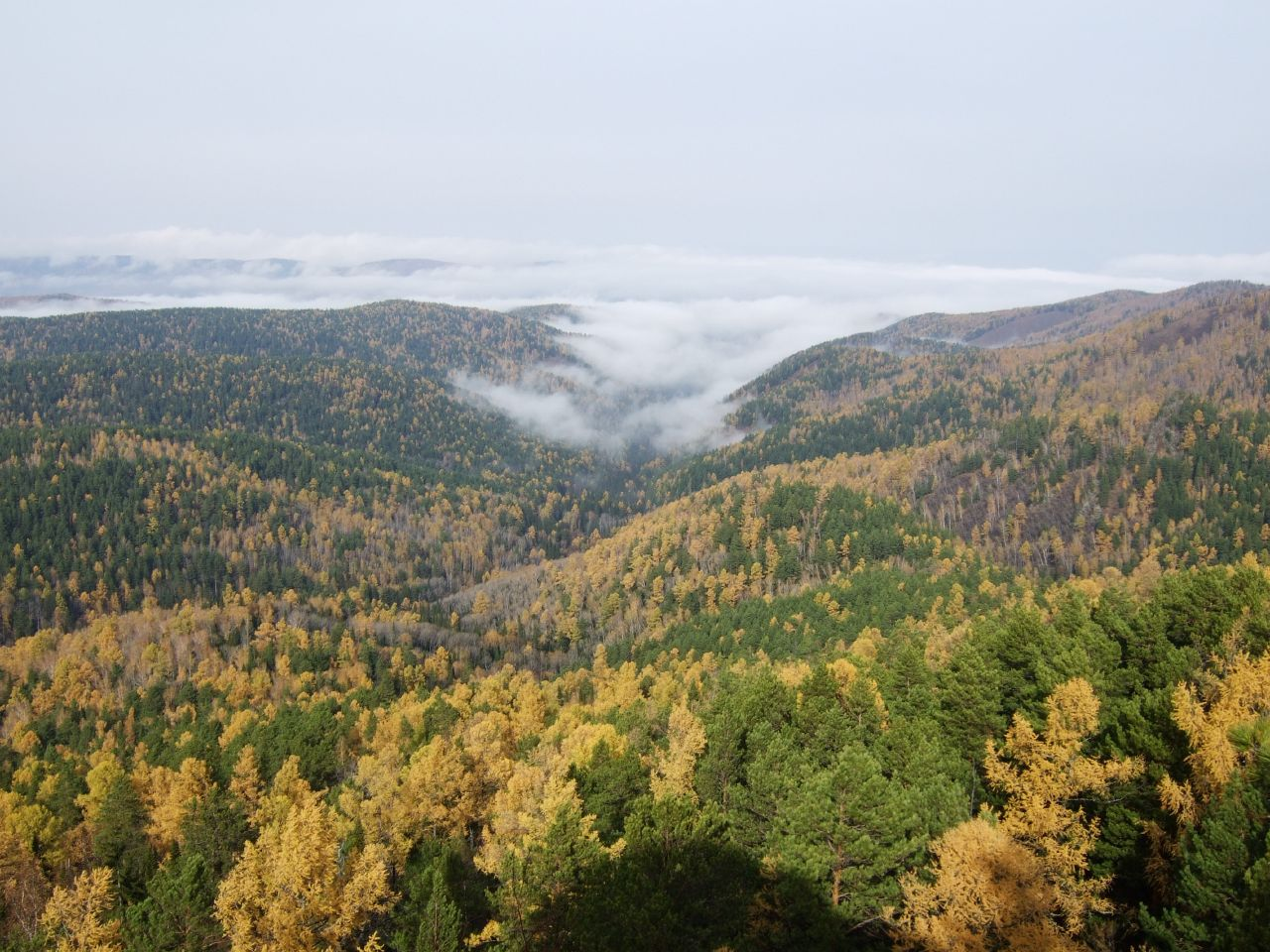
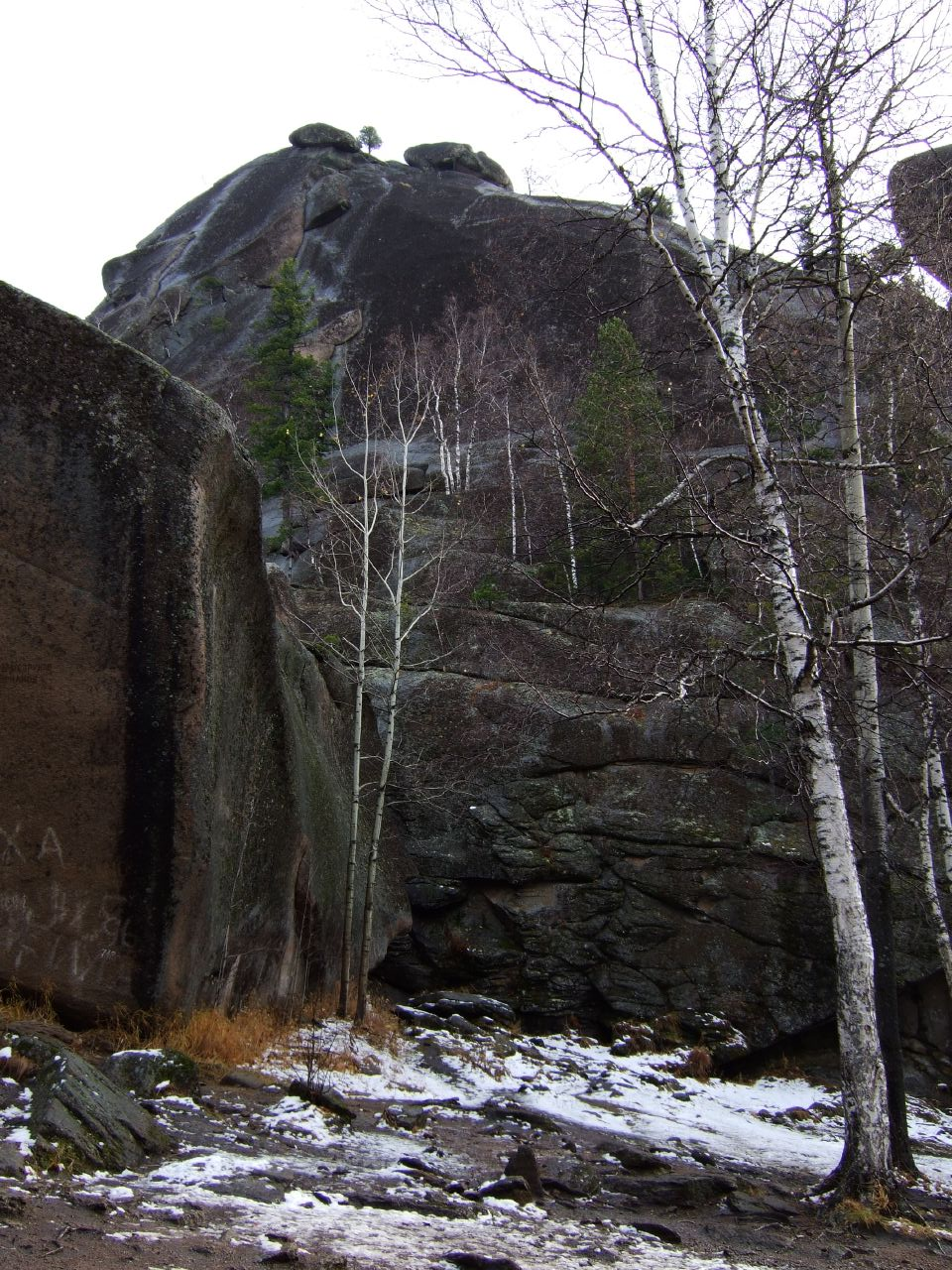
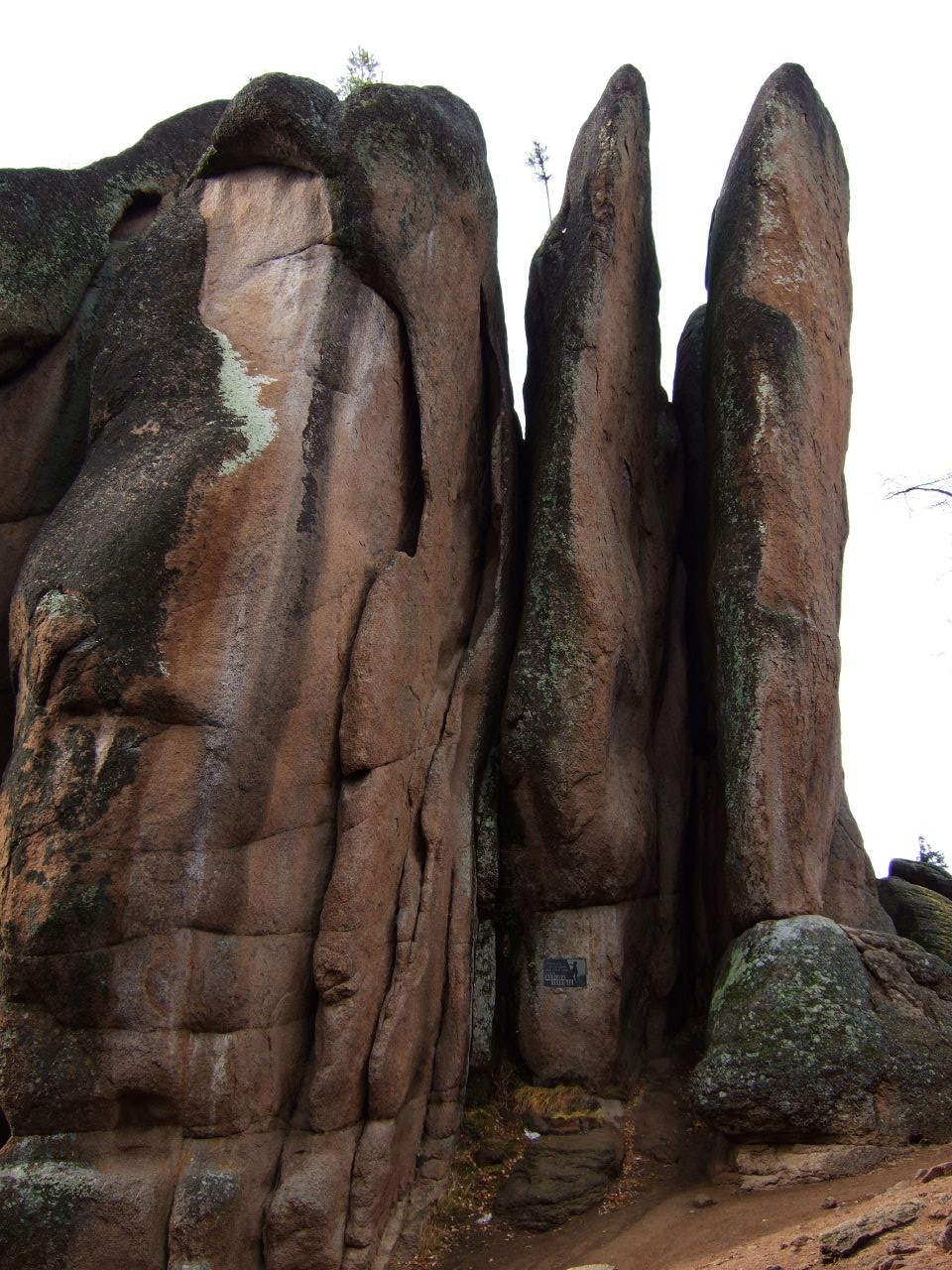
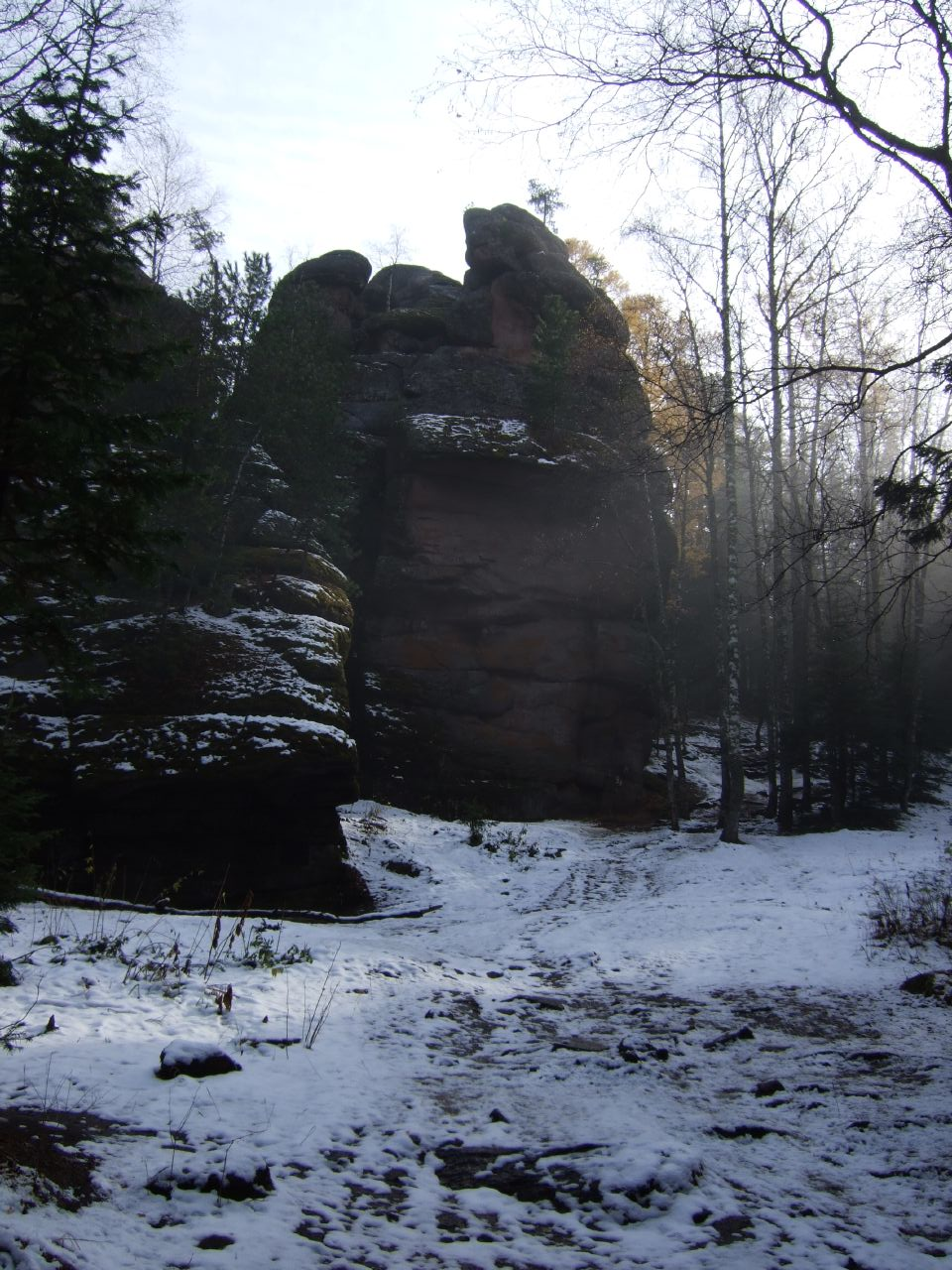